# تپه پیزدلی
تپه پیزدلی مربوط به دوران پیش از تاریخ ایران باستان است و در شهرستان نقده، بخش محمدیار، روستای شیخ احمد  واقع شده و این اثر در تاریخ ۷ مهر ۱۳۸۱ با شمارهٔ ثبت ۶۲۳۱ به‌عنوان یکی از آثار ملی ایران به ثبت رسیده است.